# Lajos Bárdos

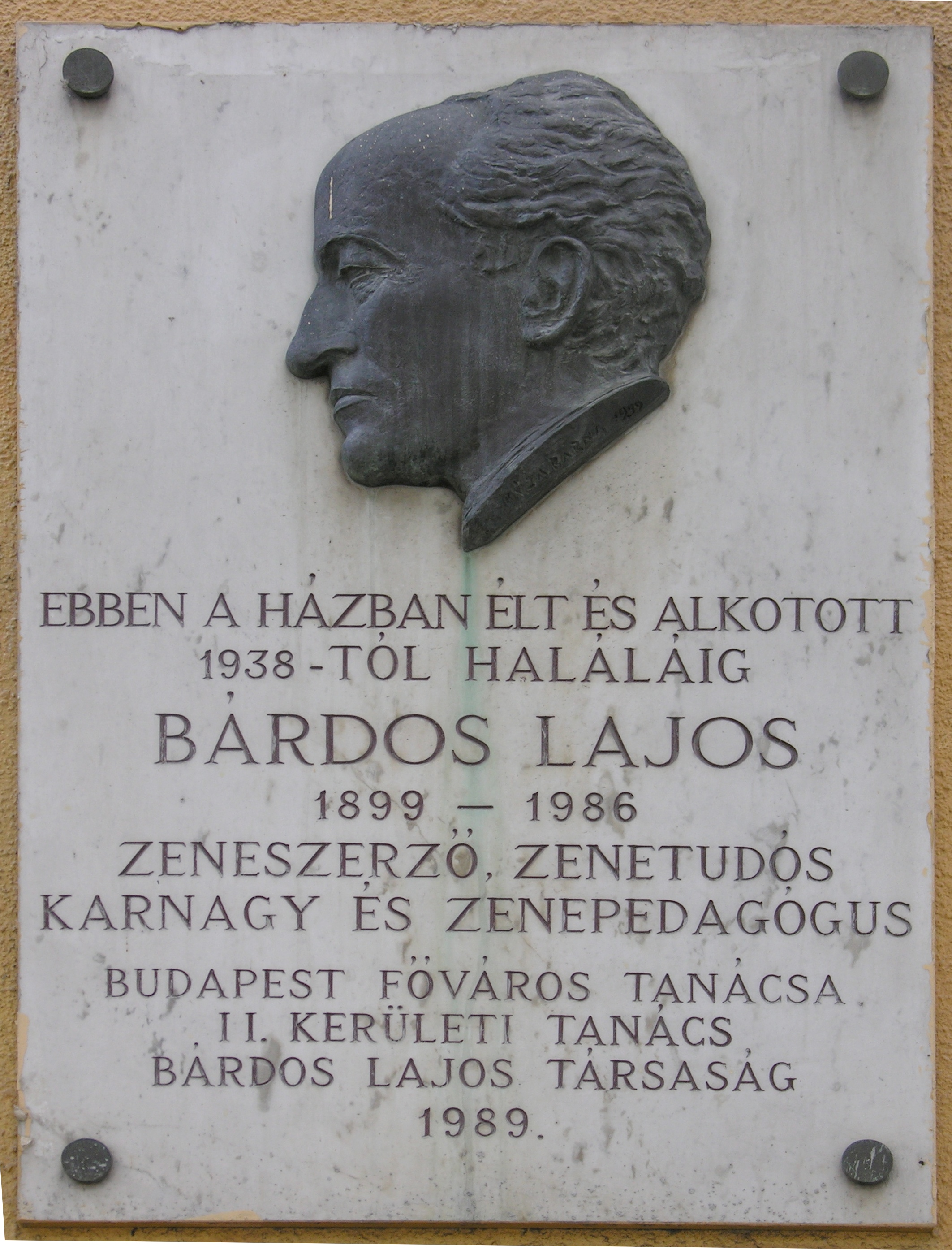
Lajos Bárdos

Lajos Bárdos (Boedapest, 1 oktober 1899 – Boedapest, 18 november 1986) was een Hongaars componist, koordirigent en muziekpedagoog.

## Biografie
Lajos Bárdos kreeg op 10-jarige leeftijd vioolles. Later studeerde hij aan de Franz Liszt Muziekacademie in Boedapest bij Zoltán Kodály en Albert Siklós. Later werd Bárdos docent aan dezelfde academie. Daarnaast was hij koordirigent en componist. Hij componeerde wereldlijke en geestelijke werken, vooral koorwerken. Het doel dat hij zich met zijn loopbaan als componist en dirigent stelde, was het ontwikkelen van de Hongaarse koortraditie, een doel dat hij deelde met Kodály.
Hij was van 1925 tot 1942 als kerkmusicus verbonden aan de Városmajorkerk (Városmajori templom) en van 1942 tot 1962 aan de Matthiaskerk, beide in Boedapest. Samen met Gyula Kertész was hij uitgever van het maandblad Magyar Kórus (Hongaarse koorwereld).
Tot het einde van zijn leven dirigeerde hij vele koren in Boedapest, terwijl hij ook allerlei kooractiviteiten opzette in de plattelandsgebieden. Net als het werk van Bartók en Kodály, bevatten zijn composities elementen uit de Hongaarse folklore.